# Leones Negros UdeG (fútbol americano)
Los Leones Negros de la UdeG son el equipo de fútbol americano representativo de la Universidad de Guadalajara con sede en el estado de Jalisco, México.
El equipo se afilió en el año 2017 a la Liga Mayor de la ONEFA, donde participa en el Grupo Rojo.